# Черрі-Веллі (Пенсільванія)
Черрі-Веллі (англ. Cherry Valley) — місто (англ. borough) в США, в окрузі Батлер штату Пенсільванія. Населення — 60 осіб (2020).

## Географія
Черрі-Веллі розташоване за координатами 41°9′34″ пн. ш. 79°48′4″ зх. д. / 41.15944° пн. ш. 79.80111° зх. д. (41.159439, -79.801209).  За даними Бюро перепису населення США в 2010 році місто мало площу 7,31 км², уся площа — суходіл.

## Демографія
Згідно з переписом 2010 року, у селищі мешкало 66 осіб у 28 домогосподарствах у складі 20 родин. Густота населення становила 9 осіб/км².  Було 33 помешкання (5/км²).
Расовий склад населення:
| - 98,5 % — білих - 1,5 % — чорних або афроамериканців |

До двох чи більше рас належало 0,0 %. Частка іспаномовних становила 0,0 % від усіх жителів.
За віковим діапазоном населення розподілялося таким чином: 12,1 % — особи молодші 18 років, 69,7 % — особи у віці 18—64 років, 18,2 % — особи у віці 65 років та старші. Медіана віку мешканця становила 46,5 року. На 100 осіб жіночої статі у селищі припадало 88,6 чоловіків;  на 100 жінок у віці від 18 років та старших — 93,3 чоловіків також старших 18 років.
Середній дохід на одне домашнє господарство  становив 53 965 доларів США (медіана — 43 750), а середній дохід на одну сім'ю — 71 027 доларів (медіана — 56 250). За межею бідності перебувало 3,8 % осіб, у тому числі 0,0 % дітей у віці до 18 років та 0,0 % осіб у віці 65 років та старших.
Цивільне працевлаштоване населення становило 26 осіб. Основні галузі зайнятості: освіта, охорона здоров'я та соціальна допомога — 38,5 %, публічна адміністрація — 15,4 %, роздрібна торгівля — 11,5 %, науковці, спеціалісти, менеджери — 11,5 %.